# 횡성국민체육센터
횡성국민체육센터(Heongseong nation Sport Center)는 강원특별자치도 횡성군 읍하리에 있는 국민체육센터이다. 총 좌석수는 511석으로 구성되어있다. 이 경기장은 2014년부터 FK리그 중립 홈구장으로 사용되고 있으며 대한민국 풋살 국가대표팀의 비공식 평가전도 이곳에서 개최된다. 횡성터미널에서 도보로 15분 거리에 위치해있으며 주변에는 버스가 다니지 않는다. 경기장을 사용하려면 횡성시설관리사업소에 사용신청을 해야한다.

특히 FK리그가 열리는 시즌엔 스포츠 인도어 전문 업체인 겔포어 스포츠탄성바닥제를 사용한다.

## 좌석
- 총 좌석 수 : 551석